# Scopula tenuispersata
Scopula tenuispersata là một loài bướm đêm trong họ Geometridae.